# Еме-Жозеф Ескюдьє

Еме-Жозеф Ескюдьє (фр. Aimé-Joseph Escudié; 28 травня 1925) — французький боксер другої середньої ваги. Чемпіон Європи з боксу (1947), олімпієць.

## Життєпис
На першому повоєнному чемпіонаті Європи з боксу 1947 року в Дубліні (Ірландія) почергово переміг Дж. Боелса (Бельгія), Антоні Колчинські (Польща), Юліуса Торму (Чехословаччина) й у фіналі — Воллі Тома (Англія), ставши чемпіоном Європи.
На літніх Олімпійських іграх 1948 року в Лондоні (Велика Британія) брав участь у змаганнях боксерів. Спочатку переміг Кена Ла-Гранжа (ПАР) і Мартіна Хансена (Данія), проте у чвертьфіналі поступився Міку Маккеону (Ірландія).
Відразу після завершення Олімпіади перейшов у професійний бокс. Перших два поєдинки виграв, потім два поспіль програв, після чого залишив бокс.